# イウカ (ミシシッピ州)
イウカ（英: Iuka）は、アメリカ合衆国のミシシッピ州ティショミンゴ郡にある都市。人口は3059人（2000年国勢調査）である。ティショミンゴ郡の郡庁所在地で、州最高峰のウードール山が南に控える。

## 歴史
この地はもともと先住民のチカソー族の村だった。「イウカ」という地名はかつての村のかしらの名から来ている。
1857年にヨーロッパ系の開拓者らがメンフィス・アンド・チャールストン鉄道でたどり着いた。南北戦争までは女学校や少年士官学校、高級ホテルなどがあり、それが人々の誇りだった。しかし、1862年9月19日にイウカの戦いが交わされ、1200人から1500人の死者ないし負傷者を出した。この戦闘によって街は壊滅状態になった。戦死した南軍の兵士は長い堀に埋められ、現在のシャビー・グローブ墓地のルーツとなった。
1882年に市内初の師範学校が設立されたが、1935年にテネシー川流域開発公社によって近郊にピックウィック・ランディングダムとピックウィック湖が建設されるまでは活気を取り戻せなかった。
1904年のセントルイス万国博覧会ではイウカの湧水が最も水質のよいミネラル水として一等賞になった。

## 地理
イウカは北緯34度48分38秒 西経88度11分45秒 / 北緯34.81056度 西経88.19583度 (34.810633, -88.195759)に位置している。
アメリカ合衆国国勢調査局によると、この都市は総面積25.0 km2 (9.7 mi2) で、その全域が陸地である。

## 人口動態
2000年の国勢調査時点で、市内には3059人、1325世帯および809家族が暮らしている。1平方キロメートルあたりの人口密度は122.3人。住居数は1550軒で、1平方キロあたりに62.0軒が建つ計算になる。人種構成は白人が91.14%、アフリカ系が7.09%、ネイティブ・アメリカンが0.23%、アジア系が0.16%、その他が0.59%、混血が0.78%で、ヒスパニック（ラテン系）は全体の1.21%を占める。
1325世帯のうち25.0%は18歳以下の未成年と同居し、44.8%は夫婦で生活している。13.4%は未婚の女性が世帯主で、38.9%は家族以外の住人と暮らしている。36.9%が一人暮らしの世帯で、17.4%は独居老人の世帯である。1世帯あたりの平均構成人員は2.13人で、家庭では2.77人である。
住民のうち19.5%が18歳以下の未成年、7.4%が18歳以上24歳以下、23.4%が25歳以上44歳以下、23.7%が45歳以上64歳以下、26.1%が65歳以上で、平均年齢は45歳である。女性100人あたり男性が76.9人いる一方、18歳以上の女性100人に対しては72.1人いる。
一世帯あたりの平均収入は2万4082米ドルで、家族ごとでは3万6863米ドルである。男性の平均収入は3万449米ドル、女性は2万658米ドルで、非労働者も含めた住民一人当たりの収入は1万7261米ドルとなる。総人口の20.4%、家族の16.0%、18歳以下の未成年の26.6%、および65歳以上の老人の15.4%は貧困線以下の収入で生計を立てている。

## 教育
学校
- ティショミンゴ郡高等学校 (Tishomingo County High School)
- イウカ中学校 (Iuka Middle School)
- イウカ小学校 (Iuka Elementary School)

図書館
- イウカ公共図書館 (Iuka Public Library)

## 交通
幹線道路
- 国道72号線
- 州道25号線

鉄道
- ノーフォーク・サザン鉄道
- カンザス・シティ・サザン鉄道

空港
- イウカ空港 (Iuka Airport)

## 医療
- イウカ病院

## 産業
航空宇宙・軍需産業における国内大手のアライアント・テックシステムズ社が市内の雇用に重要な役割を果たしている。

## 公園
- J・P・コールマン州立公園
- イウカサッカー場
- 湧水公園